# كيفن ماكنزي (لاعب كرة قدم أمريكية)
كيفن ماكنزي (بالإنجليزية: Kevin McKenzie)‏ هو لاعب كرة قدم أمريكية أمريكي، ولد في 20 سبتمبر 1975 في لوس أنجلوس في الولايات المتحدة.

## وصلات خارجية
- كيفن ماكنزي على موقع مرجع كرة القدم المحترفة.كوم (الإنجليزية)